# عقارب جديدة
العقارب الجديدة (الاسم العلمي: Neoscorpiones) هي رتيبة من العنكبوتيات تتبع طائفة العنكبوتيات من شعبة مفصليات الأرجل.

## فيالق
- الشقطسينات
  - الفصيلة الشقطسية
  - الفصيلة العقيربية